# Afrikansk brednäbb
Afrikansk brednäbb (Smithornis capensis) är en fågel i familjen grönbrednäbbar inom ordningen tättingar.

## Utseende
Afrikansk brednäbb är en liten och knubbig fågel i brunt och vitt med en mycket bred näbb. Arten liknar både rödsidig brednäbb och gråhuvad brednäbb, men saknar rostrött på bröstet.

## Utbredning och systematik
Afrikansk brednäbb har en vid utbredning i Afrika söder om Sahara. Den delas in i nio underarter med följande utbredning:
- Smithornis capensis delacouri – förekommer från Sierra Leone till Ghana
- Smithornis capensis camarunensis – förekommer från Kamerun till Gabon och Centralafrikanska republiken
- Smithornis capensis albigularis – förekommer från Angola till Kongo-Kinshasa, norra Zambia, västra Tanzania och norra Malawi
- Smithornis capensis medianus – förekommer i centrala Kenya och nordöstra Tanzania
- Smithornis capensis meinertzhageni – förekommer i högländer i nordöstra Kongo-Kinshasa, Uganda och västra Kenya
- Smithornis capensis suahelicus – förekommer i sydöstra Kenya, Tanzania och nordöstra Moçambique
- Smithornis capensis conjunctus – förekommer i Capriviremsan och centrala Zambezidalen i nordvästra Moçambique
- Smithornis capensis cryptoleucus – förekommer från södra Malawi och sydöstra Tanzania till östra Zimbabwe, Moçambique, nordöstra Sydafrika och Swaziland
- Smithornis capensis capensis – förekommer i östra Sydafrika (kustnära KwaZulu-Natal och nordöstra Östra Kapprovinsen

### Familjetillhörighet
Tidigare placerades arten i familjen Eurylaimidae, då med namnet enbart brednäbbar. DNA-studier har dock visat att arterna i familjen troligen inte är varandras närmaste släktingar. Familjen har därför delats upp i två, praktbrednäbbar (Eurylaimidae) och grönbrednäbbar (Calyptomenidae).

## Levnadssätt
Afrikansk brednäbb hittas i skog och tätt skogslandskap. Den är skygg och oansenlig utom under spelet. Då flyger den runt i en cirkel med utpuffad vit övergump och avger ett brummande ljud som den skapar genom att slå vingarna mycket snabbt mot varandra.

## Status och hot
Arten har ett stort utbredningsområde, men tros minska i antal, dock inte tillräckligt kraftigt för att den ska betraktas som hotad. Internationella naturvårdsunionen IUCN listar arten som livskraftig (LC).

## Namn
Fågelns vetenskapliga släktesnamn hedrar Andrew Smith (1797-1872), skotsk zoolog, etnolog och upptäcktsresande i Sydafrika.